# Chibcha (taal)
Het Chibcha, ook: Mosca, Muisca of Muysca was een taal die werd gesproken door het volk der Muisca van de Muiscaconfederatie, een van de vele inheemse culturen van Zuid-Amerika. De Muisca bewoonden de Altiplano Cundiboyacense van wat tegenwoordig het land Colombia is.
De naam van de taal Muysc cubun betekent "taal van het volk", van muysca ("mensen") en cubun ("taal" of "woord").
Ondanks het verdwijnen van de taal omstreeks de 17e eeuw zijn er binnen de huidige Muisca-gemeenschappen verschillende taalrevitalisatieprocessen aan de gang. De Muisca-bevolking blijft etnisch verschillend en hun gemeenschappen worden erkend door de Colombiaanse staat.
De taal behoort tot de groep der Chibchatalen.

## Geschiedenis
Verondersteld wordt dat de Chibcha 300 tot 400 jaar voor Christus vanuit Midden-Amerika naar Colombia, Venezuela en Ecuador trokken. Doordat rond 1000 n.Chr. de oorlogszuchtige Cariben van de Braziliaanse kuststreek naar het gebied van de Chibcha trokken, werden zij gedwongen zich te vestigen in de hoger gelegen Andesgebieden.
Net als de Inca’s bedreven ze landbouw met behulp van irrigatiesystemen, hielden ze zich bezig met goudsmederij en droegen ze kleding die ze weefden van katoen. Als ruilmiddel speelde smaragd een belangrijke rol in de economie van de Chibcha. Hoewel de Chibcha-religie weinig gesystematiseerd was, staat hun politiek-sociale organisatie bekend als de beste van Zuid-Amerika, na die van de Inca's. Overigens zijn veel gouden voorwerpen van de Chibcha bewaard gebleven.
In 1536 werden de Chibcha ontdekt door de conquistadores, waarmee de precolumbiaanse periode ten einde kwam. Dit leidde tot een ineenstorting van de Chibchacultuur. In de loop van de 16e eeuw veroverden de Spanjaarden, o.a. geleid door Gonzalo Jiménez de Quesada het gebied. De Quesada was onder andere op zoek naar het goudland, dat in het Guatavitameer zou moeten liggen.